# Ian van der Wal
Ian Daniel van der Wal (Darwin, 22 de septiembre de 1971) es un deportista australiano que compitió en natación.
Ganó tres medallas de plata en el Campeonato Pan-Pacífico de Natación, en los años 1989 y 1997. Participó en los Juegos Olímpicos de Atlanta 1996, ocupando el cuarto lugar en la prueba de 4 × 200 m libre.

## Palmarés internacional
| Campeonato Pan-Pacífico | Campeonato Pan-Pacífico | Campeonato Pan-Pacífico | Campeonato Pan-Pacífico |
| Año                     | Lugar                   | Medalla                 | Prueba                  |
| ----------------------- | ----------------------- | ----------------------- | ----------------------- |
| 1989                    | Tokio (Japón)           | Medalla de plata        | 4 × 100 m libre         |
| 1997                    | Fukuoka (Japón)         | Medalla de plata        | 4 × 100 m libre         |
| 1997                    | Fukuoka (Japón)         | Medalla de plata        | 4 × 200 m libre         |